# Jardín del maestro de redes

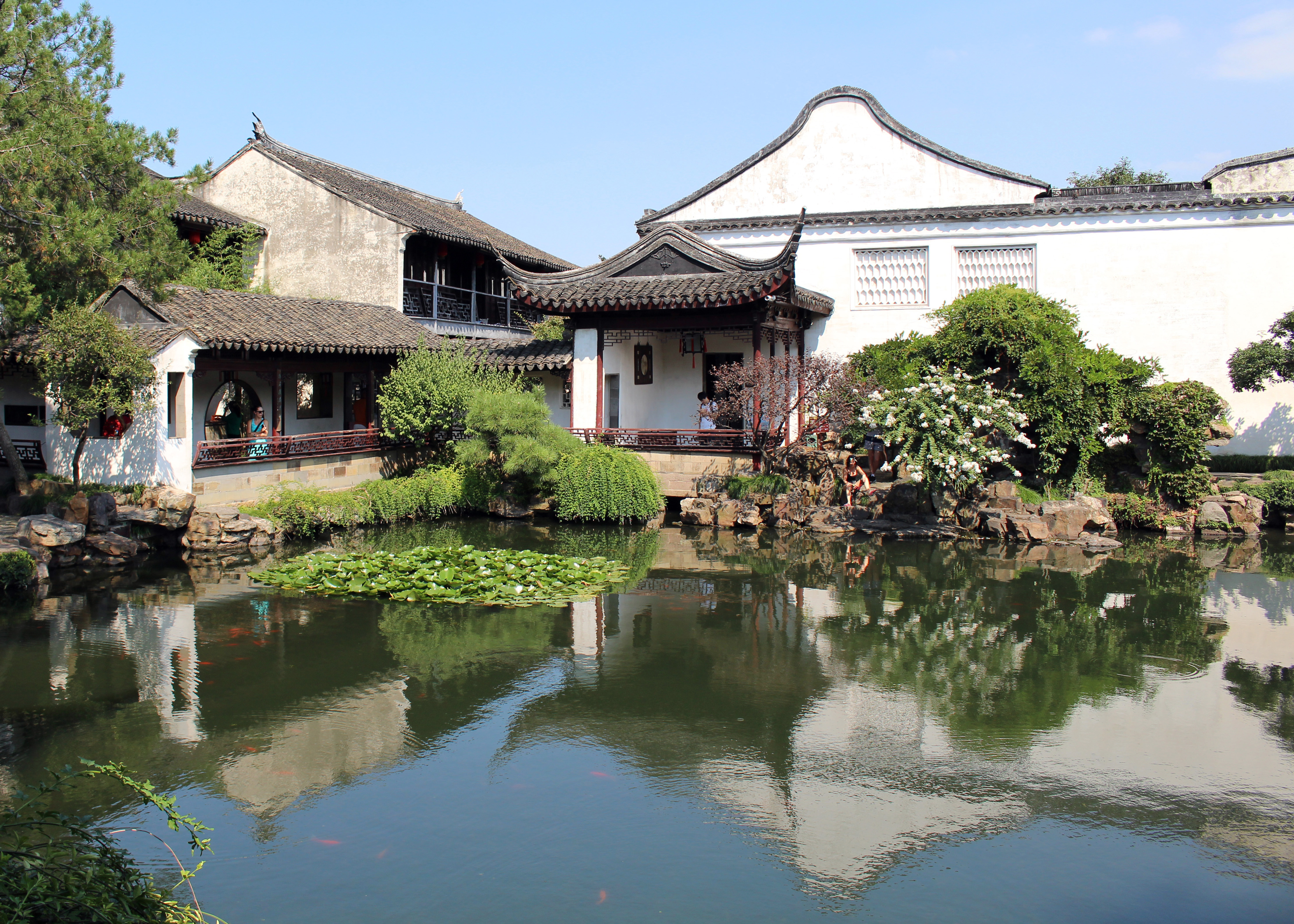
Jardín del maestro de redes en verano.

El jardín del maestro de redes (en chino tradicional, 網師園; en chino simplificado, 网师园; pinyin, Wǎngshī Yuán) es un destacado jardín chino de la ciudad de Suzhou. El jardín se encuentra en el distrito de Gusu (anteriormente distrito Canglang), carretera Dai Cheng Qiao, número 11 Kuo Jia Tou Xiang (沧浪区带城桥路阔家头巷11号). Wangshi Yuan, junto con otros jardines clásicos de Suzhou, fue declarado Patrimonio de la Humanidad por la UNESCO.
El jardín demuestra las habilidades de los paisajistas chinos para combinar el arte, la naturaleza y la arquitectura de manera que crean auténticas obras maestras metafísicas. El maestro de redes es un jardín particularmente apreciados por los entendidos por ser ejemplo magistral de las técnicas de la dimensión relativa, el contraste, complemento secuencia y profundidad, y paisaje robado.

## Historia
El jardín del maestro de redes, entonces llamado el Salón de los diez mil volúmenes, fue construido por vez primera en 1140 por Shi Zhengzhi el ministro delegado del servicio civil del gobierno de la dinastía Song del Sur. Shi Zhengzhi se inspiró en la vida simple y solitaria de un pescador chino representado en los escritos filosóficos. Tras su muerte el jardín pasó por numerosos dueños y fue decayendo hasta que, alrededor del año 1785, fue restaurado por Song Zongyuan, un funcionario retirado de la dinastía Qing. Rediseñó profundamente el jardín y le añadió numerosos edificios, pero conservó el espíritu del lugar. A menudo se refería a él mismo como un pescador, y lo rebautizó como jardín del maestro de redes, como una alusión a la vida sencilla de un pescador.
La propiedad pasó a Qu Yuancun, un erudito muy versado en los clásicos y la literatura, en 1795. Añadió y remodeló edificios, plantó árboles y colocó piedras. El jardín adquirió el apodo de "jardín de Qu" durante esta época así como su primera alabanza por parte de los críticos. La propiedad pasó a Li Hongyi, un oficial imperial y maestro calígrafo en 1868. Alrededor de la mitad de las estelas del jardín las inscribió él. El jardín pasó a He Chang en 1940, quien restauró el jardín y le devolvió su nombre original de jardín del maestro de redes. Estipuló en su testamento que el jardín debía donarse al gobierno. En 1958 su hija, He Zehui, entregó el jardín al gobierno de Suzhou.
A finales del siglo XVIII fue reconocido por sus peonías herbáceas. En sus Notas sobre el jardín del maestro de redes, Qian Daxin lo describió como "una buena integración de las delicias del pueblo y las de la ciudad." El crítico moderno Chen Congzhou cree que el jardín del maestro de redes es la mejor representación de todo el arte clásico de jardines chinos, y así lo afirma en su Famous Classical Gardens of China.

## Diseño

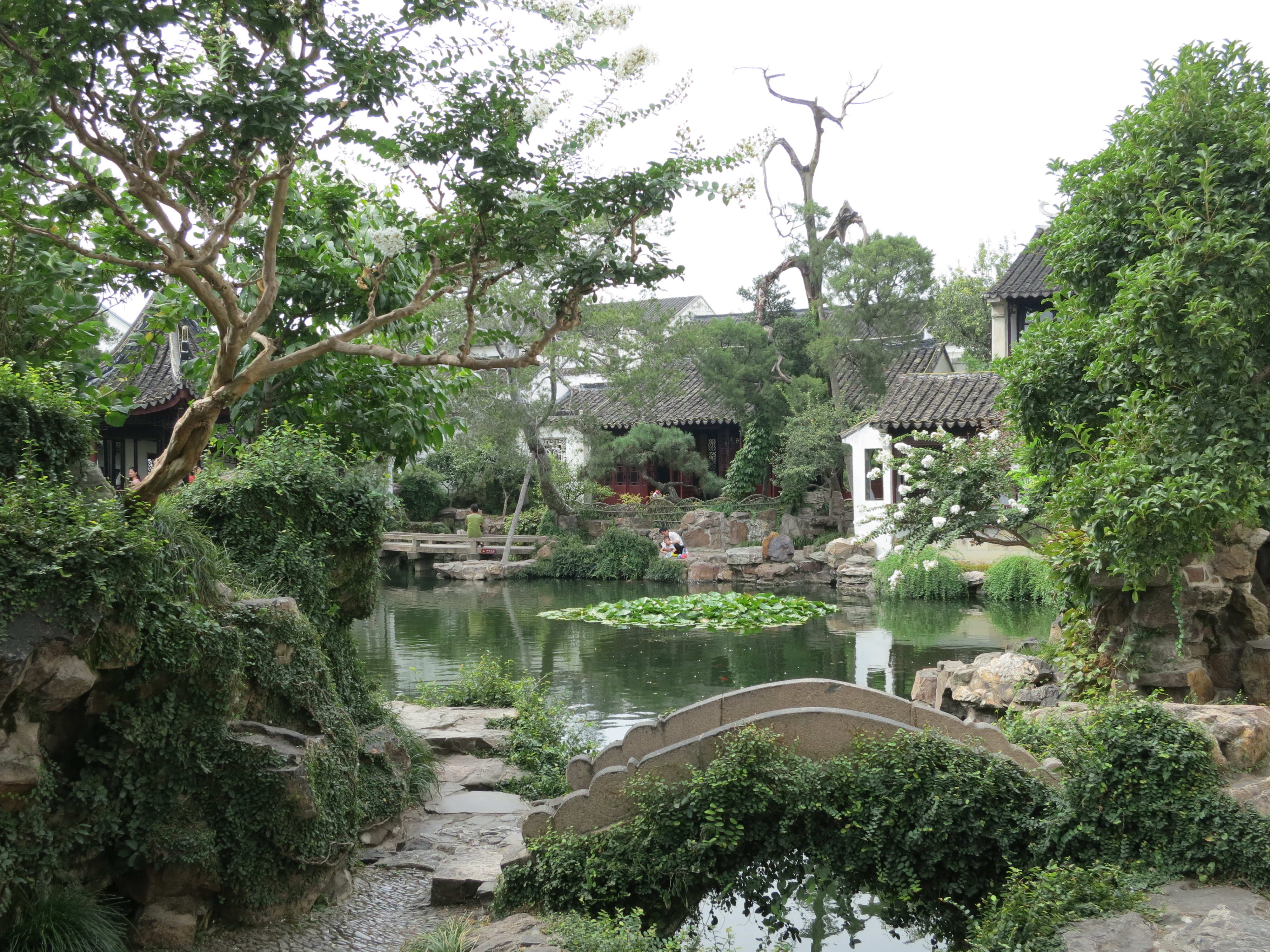
Vista del estanque de la nube rosada con el puente de la quietud en primer plano, jardín occidental, foto Gänshirt 2013

Este jardín de 5400 m² de superficie está dividido en secciones este y oeste. La parte oriental está formada por habitaciones residenciales, mientras que los jardines quedan en la parte occidental. La sección oriental es por tanto zona residencial en una secuencia lineal de cuatro salas, una torre y tres patios. El jardín occidental es un conjunto de edificios alrededor del "estanque de la nube rosada" que tiene 334 m². Las plantas y las rocas se usan para crear vistas que representan varias estaciones. También incluye patios de tres lados al este y al sur. Los dos elementos dominantes de la composición son la "barrera de la cueva de nubes", un ciprés que data de la dinastía Ming, y un pino de varios siglos de antigüedad. Las zonas al sur del estanque se usaban para actividades sociales y las zonas al norte se usaban para actividades intelectuales. Los edificios están dispuestos en un estilo llamado "cerca del agua", lo que otorga al "estanque de la nube rosada" la impresión, engañosa, de gran tamaño. Se colocan edificios pequeños sobre rocas, o pilotes directamente encima de la superficie del agua, mientras que los edificios grandes están separados del estanque por metros de tierra plantada con árboles, de manera que su tamaño se hace confuso.